# Cittadinanzattiva
Cittadinanzattiva è un'associazione riconosciuta come onlus, fondata nel 1978 con il nome di "Movimento Federativo Democratico". 

## Storia
L'organizzazione ha tra i suoi antenati il gruppo "Febbraio 74", movimento studentesco e giovanile fondato a Roma sull'onda di un convegno sui "mali di Roma" indetto dalla diocesi nel febbraio del 1974. Il gruppo, inizialmente identificato per le sue origini come 'cattolico-democratico', ha assunto successivamente "un'identità del tutto laica e una natura intergenerazionale" . Nel gennaio 1978, insieme a una trentina di gruppi giovanili cattolici di ispirazione democratica , "Febbraio 74" dava vita al Movimento Federativo Democratico, ancora legato agli ambienti del cattolicesimo democratico, ma con una forte tendenza a sinistra . 
Il MFD, che conta tra i suoi fondatori Giovanni e Agnese Moro, figli di Aldo Moro,  diede luogo negli anni successivi a numerose iniziative di "democrazia diretta", soprattutto nel campo della salute (con la fondazione nel 1980 del Tribunale per i diritti del malato). Consolidatosi nella seconda metà degli anni '90 il MFD decideva, nel congresso nazionale del giugno 2000, di mutare il suo nome assumendo quello di Cittadinanzattiva .  
L'organizzazione è attiva, oltre che nel campo della salute (con il progetto Pit salute, il progetto integrato di tutela in ambito sanitario che mette a frutto le conoscenze e capacità di azione del Tribunale per i diritti del malato ) anche in difesa dei Consumatori, della scuola pubblica, della legalità . Per migliorare l'efficacia della azione di tutela, e creare una rete diffusa sul territorio, dal 2016 il PiT diventa unico, accentrando quindi in un unico servizio tutti i settori di azione 
Nel 2016 conta circa 38.000 aderenti e decine di associazioni di cittadini. È presente in Italia con 20 sedi regionali.

### In Europa
Nel 2002 promuove la nascita di una rete di associazioni al livello europeo: Active Citizenship Network. Questa rete si propone di ruinire associazioni, intorno a specifici temi di azione. È sua la promozione di una Carta Europea dei diritti del malato. La Carta riceve l'approvazione, nel 2006, da parte dell'assemblea plenaria del Parlamento Europeo.

## Principi
Principio fondante del movimento è l'azione e la partecipazione dei cittadini, come fulcro della vita democratica. Questa filosofia è diventata poi parte della Costituzione italiana con il referendum del 2001 che ha introdotto definitivamente l'ultimo comma dell'articolo 118.